# Imprimatur GmbH
Die Imprimatur GmbH bzw. Imprimatur-Stiftung war ein deutsches Unternehmen und zuletzt eine Stiftung, mit Sitz in Frankfurt am Main (Hessen, Deutschland), deren wichtigste Beteiligung die Frankfurter Societäts-Druckerei GmbH war.
1989 fusionierte die Imprimatur-Stiftung mit der Fazit-Stiftung.

## Geschichte
Die Imprimatur GmbH wurde 1900 von Rudolf und Hermann Ullstein gegründet. Sie verkauften das Unternehmen 1924 an zwei Investoren, einer davon war Hermann Hummel, Aufsichtsrat der I.G. Farben. 
Um die in finanzielle Schwierigkeiten geratene Frankfurter Zeitung zu unterstützen, übernahm die Imprimatur 1929 von der Familie Simon-Sonnenmann und anderen Gesellschaftern 49 Prozent des Gesellschaftskapitals von zwei Millionen Reichsmark an der Frankfurter Societäts-Druckerei GmbH.
Hermann Hummel trat im Juni 1929 in den Aufsichtsrat der Frankfurter Societäts-Druckerei ein.

Die Frankfurter Zeitung schrieb am 29. April 1929 in eigener Sache: 

„[...] Um die ‚Frankfurter Zeitung‘ unabhängig zu machen vom Anteilsbesitz einzelner Personen und unabhängig von den Zufälligkeiten, die durch Erbgang oder dergleichen eintreten könnten, ist vielmehr geplant, den Anteilsbesitz in einer Stiftung oder einer Körperschaft ähnlichen Charakters zusammenzufassen.“

Hermann Hummel übernahm 1930 die gesamten Gesellschaftsanteile an der Imprimatur GmbH und somit konnte Carl Bosch, ohne direkt in Erscheinung zu treten, die Frankfurter Zeitung mit finanziellen Mitteln unterstützen.
Da sich die finanzielle Situation der Frankfurter Zeitung auch in den folgenden Jahren sehr schwierig gestaltete, stockte die Imprimatur 1934 ihren Anteil an der Frankfurter Societäts GmbH auf 97,92 Prozent auf.
Nach dem Ende des Zweiten Weltkriegs wurde die Imprimatur GmbH zu einer Stiftung umgebaut, die 1989 mit der Fazit-Stiftung verschmolz.